# Meiser (tramhalte)
Meiser is een Brusselse tram- en bushalte van de MIVB en De Lijn in de gemeente Schaarbeek. De halte ligt op het Generaal Meiserplein en is er dan ook naar genoemd. De halte van tramlijnen zijn opgeslitst. De halte voor tramlijn 7 bevindt zich bij de Plaskylaan en Reyerslaan, terwijl de halte voor tramlijn 25 verplaatst is naar het begin van de Rogierlaan. De halte van buslijn 63 ligt aan het begin van de Plaskylaan en de halte van de De Lijn-bussen aan de Leuvensesteenweg (westelijke kant).

## Drukte en heraanleg Meiserplein
De halte is ook een van de grootste zwarte punten in het Brusselse verkeer. Zeer drukke verkeersassen als de Leuvensesteenweg, Wahislaan/Reyerslaan (de grote ringlanen) en de Rogierlaan komen er samen. Het openbaar vervoer ondervindt dan ook veel hinder van dit autoverkeer, zeker tijdens de spits. Tramlijn 25 moet het hele plein (rotondevormig) oversteken, tramlijn 7 volgt de Reyerslaan/Wahislaan en moeten opletten voor afslaand verkeer en de bussen moeten zich helemaal tussen het autoverkeer murwen.
Er worden verschillende oplossingen naar voren geschoven om dit zwarte punt aan te pakken. De meest genoemde oplossing is om de premetrotunnel (die nu nog voor/na het Meiserplein eindigt/begint) onder het plein door te trekken. Bij het aanleggen van de tunnel is hier al rekening mee gehouden; bij het uitrijden van de tunnel buigen de sporen naar links om, terwijl er rechtdoor de mogelijkheid is opengelaten om de tunnel verder uit te graven. Het probleem met deze oplossing is dat ze de duurste is, en dat alleen tramlijn 7 er baat bij heeft; tramlijn 25 en de bussen zullen nog steeds last hebben van het verkeer.
In oktober 2010 liet Brussels minister van Vervoer Brigitte Grouwels (CD&V) een "lightversie" van de tunnel (nog enkel) voor het openbaar vervoer onder het Meiserplein onderzoeken. Deze versie zou slechts de helft van de oorspronkelijke 200 miljoen euro kosten. De alternatieve tunnel zou de trams komende van de Rogierlaan toelaten linksaf en rechtsaf te slaan op de Reyers- en Wahislaan. Het plan voorziet ook een verbinding met de nieuwe sporen van de toekomstige tramlijn 62 op de Leopold III-laan.
Op 21 maart 2013 kondigde de Brusselse regering aan tegelijkertijd een tramtunnel én een autotunnel te bouwen onder het Meiserplein. Nadat tot een afbraak van het nabijgelegen Reyersviaduct werd besloten in 2014, besliste minister Pascal Smet om de autotunnel, veruit het duurste aspect van de heraanleg, te schrappen. Dit paste in een 'nieuwe visie op stedelijkheid', die mogelijk werd na de afbraak van het Reyersviaduct.
Er is ook een treinstation Meiser; dat ligt een stukje westelijker en de tram en bus hebben er een aparte halte.

## Plaatsen en straten in de omgeving
- De gebouwen van de VRT en RTBF
- Het Meiserplein, de Leuvensesteenweg, Rogierlaan, Generaal Wahislaan en Auguste Reyerslaan